# Calyptommatus nicterus
Calyptommatus nicterus — вид ящірок родини гімнофтальмових (Gymnophthalmidae). Ендемік Бразилії.

## Поширення й екологія
Calyptommatus nicterus мешкають на правому березі річки Сан-Франсиску на території муніципалітету Шикі-Шикі в штаті Баїя. Вони живуть на піщаних дюнах, порослих сухими заростями каатинги. Ведуть нічний, наземний спосіб життя, живляться личинками комах.

## Збереження
МСОП класифікує цей вид як такий, що перебуває під загрозою зникнення. Calyptommatus nicterus є рідкісним видом, якому загрожує знищення природного середовища.